# هاروینتون (کنتیکت)
هاروینتون (به انگلیسی: Harwinton) یک منطقهٔ مسکونی در ایالات متحده آمریکا است که در شهرستان لیچفیلد، کنتیکت واقع شده‌است. هاروینتون ۸۰٫۵ کیلومتر مربع مساحت و ۵٬۵۷۱ نفر جمعیت دارد و ۲۴۲ متر بالاتر از سطح دریا واقع شده‌است.